# Baritius hartmanni
Baritius hartmanni är en fjärilsart som beskrevs av William Schaus 1892. Baritius hartmanni ingår i släktet Baritius och familjen björnspinnare. Inga underarter finns listade i Catalogue of Life.